# Akçadağ
Akçadağ (kurdisch Arxa) ist eine Stadtgemeinde (Belediye) im gleichnamigen Landkreis (Ilçe) der Provinz Malatya und gleichzeitig eine Gemeinde der 2012 geschaffenen Büyüksehir belediyesi Malatya (Großstadtgemeinde/Metropolprovinz). Seit der Gebietsreform 2013 ist die Gemeinde flächen- und einwohnermäßig identisch mit dem Landkreis.
Akçadağ liegt im Südwesten der Provinz und grenzt an die Provinz Kahramanmaraş. Der Kreis (beziehungsweise Kazaa als Vorläufer) existierte schon bei Gründung der Türkischen Republik 1923 und hatte beim Census 1927 36.473 Einwohner. Die im Stadtlogo manifestierte Jahreszahl 1910 dürfte ein Hinweis auf das Jahr der Erhebung zur Stadtgemeinde (Belediye) sein.

## Verwaltung
(Bis) Ende 2012 bestand der Landkreis neben der Kreisstadt aus den drei Stadtgemeinden (Belediye) Bahri, Kozluca und Ören sowie 69 Dörfern (Köy) in drei Bucaks, die während der Verwaltungsreform 2013 in Mahalle (Stadtviertel, Ortsteile) überführt wurden. Die fünf existierenden Mahalle der Kreisstadt blieben erhalten, während die Mahalle der anderen Belediye vereint und zu je einem Mahalle reduziert wurden. Durch Herabstufung der Belediye und Dörfer zu Stadtvierteln/Ortsteilen stieg deren Zahl auf 77 an. Den Mahalle steht ein Muhtar als oberster Beamter vor.
Ende 2020 lebten durchschnittlich 373 Menschen in jedem dieser 77 Mahalle, 2143 Einwohner im bevölkerungsreichsten (Aktepe Mah).

## Persönlichkeiten
- Molla Demirel (* 1948), Lyriker und Erzähler
- Abdullah Doğru (* 1965), Politiker
- Kutsi (* 1973), Sänger